# كريس درايفر
كريس درايفر (بالإنجليزية: Chris Driver)‏ هو لاعب كرة قدم موريشيوسي في مركز الوسط، ولد في 10 يوليو 1981 في موريشيوس. شارك مع منتخب موريشيوس تحت 20 سنة لكرة القدم ومنتخب موريشيوس لكرة القدم. أما مع النوادي، فقد لعب مع Bentleigh Greens SC ‏.